# Disneyland Hotel (Anaheim)
Het Disneyland Hotel is een Disney-hotel in Disneyland Resort in Anaheim. Het is het tweede grootste hotel van het resort en tevens het eerste Disneyland Hotel. Het hotel ligt vlak naast Downtown Disney. Het hotel heeft geen specifiek thema maar er zijn uiteraard wel verwijzingen naar Disney.
Het hotel bevat 990 kamers, met faciliteiten als restaurants en winkels. Het werd geopend op 5 oktober 1955. Het hotel ondergaat van 4 januari 2016 tot de lente van dat jaar een grote renovatie.

## Geschiedenis
Het hotel werd geopend op 5 oktober 1955 en was het allereerste hotel met de naam 'Disney'. Tot 1988 was niet Disney de eigenaar, maar Wrather Company.
In 1956 en 1958 werd het hotel noordwaarts uitgebreid met drie gebouwen en in 1960 met twee gebouwen. Toen stond de teller van kamers op 300. Ondertussen heeft het hotel 990 kamers.